# Harbord Harbord (1er baron Suffield)
Harbord Harbord, 1er baron Suffield (26 janvier 1734 - 4 février 1810), est un propriétaire britannique et un homme politique qui siège à la Chambre des communes de 1756 à 1784, puis est élevé à la Pairie en tant que baron Suffield.

## Biographie

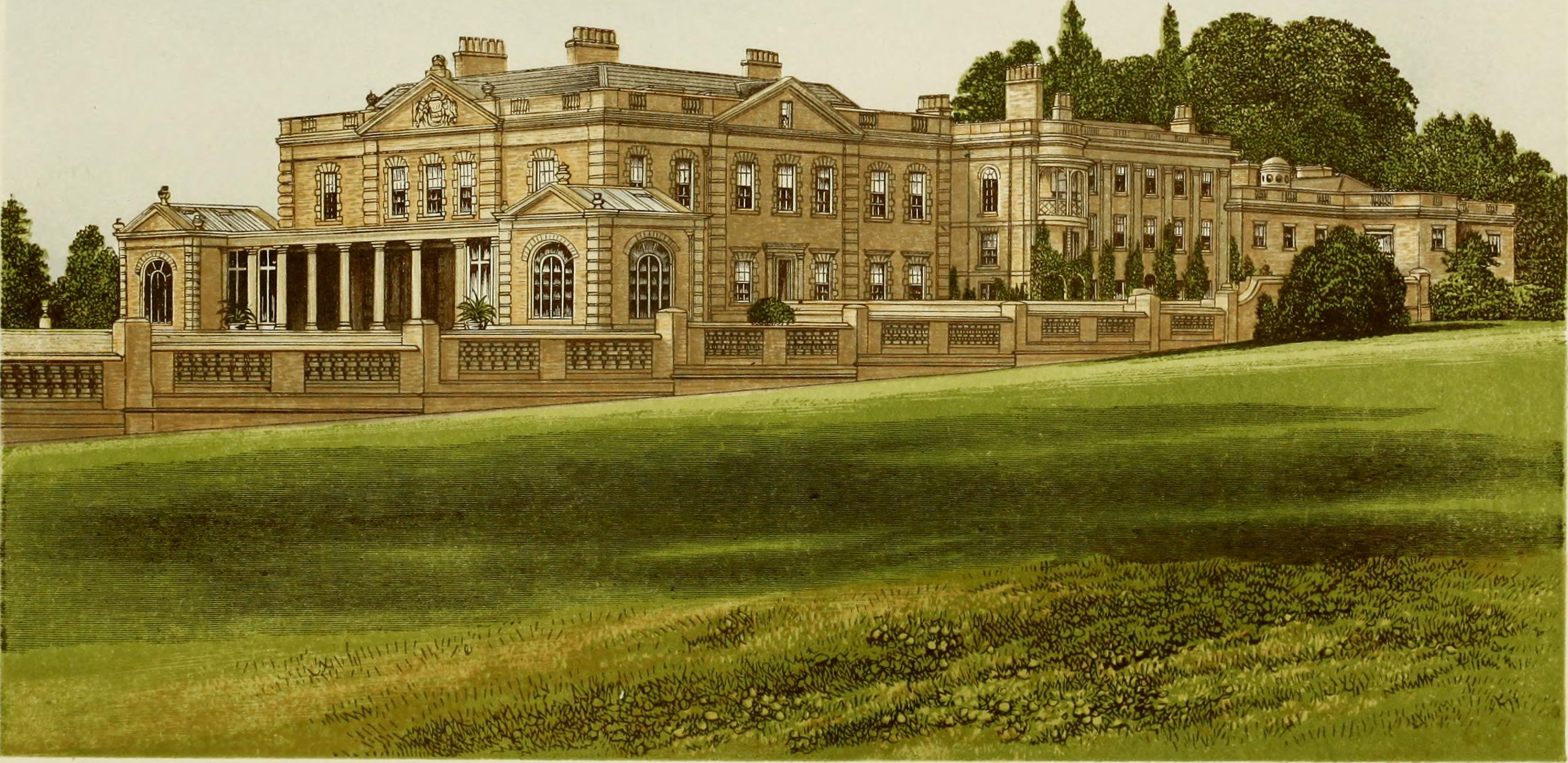
Gunton Hall en 1840

Il est né Harbord Morden à Thorpe, dans le Norfolk, fils aîné de William Harbord (1er baronnet), et de sa femme Elizabeth Britiffe, fille de Robert Britiffe, enregistreur de Norwich. Son père prend sous licence royale le nom de famille de Harbord au lieu de Morden en 1742, conformément au testament de son oncle maternel, Harbord Harbord.
Il siège comme député de Norwich de 1756 à 1786. Il succède à son père comme baronnet en 1770. En 1775, Harbord charge James Wyatt de faire d'importants ajouts à Gunton Hall, la maison de campagne de la famille. En 1786, il est élevé à la pairie sous le nom de Lord Suffield, baron de Suffield, dans le comté de Norfolk.
Lord Suffield épouse Mary Assheton, fille de Ralph Assheton, 3e baronnet, en 1760. Il meurt en février 1810, à l'âge de 76 ans. Son fils aîné, William, lui succède comme baron. Son plus jeune fils, Edward Harbord (3e baron Suffield), est un homme politique radical et un militant anti-esclavagiste.